# Nikolaus Stanec
Nikolaus Stanec (nacido el 29 de abril de 1968 en Viena) es un Gran Maestro Internacional (1991) de ajedrez austríaco. En la lista de enero de 2009 de la FIDE tiene un ELO de 2531.
Ha ganado el Campeonato de Austria de ajedrez en 10 ocasiones, en los años 1995, 1996, 1997, 1998, 1999, 2000, 2002, 2003, 2004, 2005.

## Partidas notables
Jozsef Horvath (2535) - Nikolaus Stanec (2523) [A38], Calcídica 2002 1.Cf3 Cf6 2.c4 g6 3.Cc3 Ag7 4.d4 0-0 5.g3 c5 6.Ag2 cxd4 7.Cxd4 Cc6 8.Cc2 Cg4 9.Ad2 d6 10.0-0 Ad7 11.b3 a6 12.a4 Tb8 13.Tb1 Cf6 14.Dc1 Db6 15.Ag5 Tfe8 16.Td1 Da5 17.b4 De5 18.Tb3 Af5 19.e4 Cxe4 20.Te1 Cxc3 21.Txe5 Axe5 22.Rh1 Ce2 23.Dd1 Axc2 24.Dxc2 Ced4 25.Dd3 Cxb3 26.Dxb3 Ag7 27.h4 Rf8 28.Ah3 a5 29.b5 Cd4 30.De3 e6 31.Da3 Rg8 32.Dxd6 b6 33.Ag2 h6 34.Af4 e5 35.Ae3 Cf5 36.Dc7 Cxe3 37.fxe3 e4 38.Axe4 Ae5 39.Dd7 Rbd8 40.Da7 Td1+ 41.Rh2 Te6 42.c5 Td2+ 43.Rh3 Te2 44.cxb6 Txe3 45.Af3 Rg7 46.Rg2 Tf6 47.b7 Texf3 48.b8D Txg3+ 49.Rh2 Axb8 50.Dxb8 Tg4 51.h5 Th4+ 52.Rg3 Txa4 53.hxg6 Txg6+ 54.Rf3 Tb4 55.De5+ Tf6+ 56.Re2 a4 57.Dg3+ Rh7 58.Dd3+ Rg8 59.Dd8+ Rg7 60.Da5 Tb2+ 61.Re3 Tb3+ 62.Re4 a3 63.Da4 Tg3 64.Da7 Tg4+ 65.Re3 Tb4 66.Dxa3 Txb5 67.Da1 Tg5 68.Re4 h5 69.Dc3 Tg4+ 70.Re5 Tff4 71.Rd5+ Rg6 72.Dh8 Tg5+ 73.Rd6 h4 74.Re7 Tgf5 75.Rf8 Rg5 76.Dg8+ Rh5 77.Dg2 Tf3 78.De2 h3 79.Rg7 Rh4 80.De1+ Tf2 81.De4+ T5f4 82.Dh7+ Rg3 83.Dd3+ Rg2 84.Dd5+ T4f3 85.Rh6 f5 86.Dg8+ Rh1 87.Rh5 f4 88.Rh4 h2 89.Dg4 Tg3 90.Dd1+ Rg2 0-1